# Jim Brewer
James Turner Brewer (ur. 3 grudnia 1951 w Maywood) – amerykański koszykarz, skrzydłowy, mistrz NBA, wicemistrz olimpijski, zaliczany do składów najlepszych obrońców ligi, po zakończeniu kariery zawodniczej trener koszykarski.

## Osiągnięcia
NCAA
- Wybrany do II składu All-American (1973)[3]
- Uczelnia zastrzegła należący do niego numer 52

NBA
- Mistrz NBA (1982)[1]
- 2-krotnie zaliczany do II składu defensywnego NBA (1976, 1977)[2]

Włochy
- Zdobywca Pucharu Europy Mistrzów Krajowych (dzisiejsza Euroliga) (1983)
- Finalista Pucharu FIBA Intercontinental Cup (1983)
- 2-krotny uczestnik Pucharu Europy Mistrzów Krajowych (1982/83, 1983/84 - 3. miejsce)
- Uczestnik rozgrywek Pucharu Koracia (1985)

Reprezentacja
- Wicemistrz olimpijski (1972)[4]